# Ebbegletsjer (Groenland)
De Ebbegletsjer is een gletsjer in Nationaal park Noordoost-Groenland in het oosten van Groenland. 
De gletsjer is vernoemd naar Ebbe Munck.

## Geografie
De gletsjer is zuidwest-noordoost georiënteerd en heeft een lengte van meer dan 20 kilometer. Ze mondt in het noordoosten uit in de Budolfi Isstrømgletsjer waar het een zijtak van is.
Ongeveer 40 ten oosten ligt de grote L. Bistrupgletsjer en ongeveer vijftien kilometer zuidelijker ligt de A.B. Drachmanngletsjer. In het westen ligt de Metaforgletsjer die eindigt nabij het begin van de Ebbegletsjer. 